# Örberga
Örberga är kyrkbyn i Örberga socken i Vadstena kommun i Östergötlands län. 
I orten ligger Örberga kyrka.